# 블라디미르 스미르노프 (스키 선수)
블라디미르 미하일로비치 스미르노프(러시아어: Влади́мир Миха́йлович Смирно́в, 1964년 3월 7일~)는 카자흐스탄의 크로스컨트리 스키 선수이다. 1982년부터 1991년까지 소련 국가대표 선수로 활약하여 1988년 동계 올림픽에서 은메달 2개, 동메달 1개를 획득하고 1989년 세계 노르딕 스키 선수권 대회에서 금메달을 획득했다. 이후 카자흐스탄이 독립하자 카자흐 대표 선수가 되어 1994년 동계 올림픽에서 50km 클래식 부문 금메달을 획득하여 카자흐스탄 최초의 올림픽 금메달리스트가 되었다. 또한 FIS 크로스컨트리 월드컵 우승 2회를 달성했고, 아시안 게임에서 금메달 2개, 은메달 1개를 획득하였다.